# Sistema de Informação sobre Vistos
O Sistema de Informação sobre Vistos (em inglês: Visa Information System, VIS), também conhecido por Sistema Europeu de Informação de Vistos, é uma base de dados da União Europeia que contém informações, incluindo dados biométricos, sobre pedidos de visto por nacionais de países terceiros que necessitam de visto para entrar no Espaço Schengen.
O sistema foi estabelecido em junho de 2004 pela Decisão 2004/512/CE do Conselho e entrou em vigor em 11 de outubro de 2011. O VIS recolhe informações biométricas, incluindo impressões digitais e fotografias digitais do rosto.
A utilização do sistema é obrigatória para todos os estados membros do Espaço Schengen. Em 20 de novembro de 2015, o VIS foi instalado nos consulados dos estados membros do Espaço Schengen em todas as regiões do mundo. Desde fevereiro de 2016, todos os pontos de passagem autorizados das fronteiras externas do Espaço Schengen estão equipados com o sistema.
Os novos requerentes de um visto VIS Schengen devem deslocar-se ao consulado da UE mais próximo para fornecer as suas informações biométricas (10 impressões digitais e uma fotografia digital facial), que são introduzidas no sistema e permanecem válidas por cinco anos. As informações são armazenadas centralmente numa base de dados em Estrasburgo (com um sítio web de backup na Áustria) que permite que sejam verificados nos pontos de passagem autorizados da fronteira externa de Schengen se o titular do visto biométrico é a pessoa que o solicitou.
São possíveis dois tipos de pesquisa: verificação e identificação, ambas realizadas em separado pelo Sistema de Correspondência Biométrica (em inglês: Biometric Matching System, BMS). A verificação consiste em confirmar se as impressões digitais lidas no ponto de passagem autorizado da fronteira externa correspondem às associadas ao registo biométrico anexado ao Visto (tempo de duração de aproximadamente 2 segundos). A identificação consiste na comparação das impressões digitais recolhidas no posto de fronteira com o conteúdo de toda a base de dados (tempo de duração até 10 minutos).

## Criação e financiamento do VIS
O sistema decorre de um pedido do Conselho da União Europeia de 20 de setembro de 2001. Em junho de 2002, o Conselho Europeu de Laeken assumiu a realização deste projeto como uma prioridade para a União Europeia. A Comissão Europeia apresentou a 28 de dezembro de 2004, uma proposta de regulamento para o estabelecimento do VIS 1.
O Conselho adotou em 8 de junho de 2004, uma decisão relativa à atribuição de um envelope de trinta milhões de euros para a sua instalação. O Programa de Haia de 2004 avançou na implementação do VIS 1.

## Função do sistema europeu
O VIS tem como objetivo prevenir a fraude e a compra de vistos por requerentes nos estados membros da União Europeia e facilitar os controlos nos pontos de passagem autorizada das fronteiras externas e dentro do território dos estados membros, auxiliando na identificação das pessoas listadas. Os órgãos com acesso ao VIS são: consulados, autoridades policiais dos estados membros e a Europol. A transferência de dados para terceiros países ou organizações internacionais pode ocorrer apenas em casos excecionais de urgência, com o consentimento do estado membro que inseriu os dados. O VIS também assiste as autoridades competentes de asilo dos estados membros.
O VIS é provavelmente uma das maiores bases de dados biométricas do mundo, com setenta milhões de impressões digitais. O VIS partilha a infraestrutura do SIS II (Sistema de Informação de Schengen) e do Eurodac, uma base de dados biométrica destinada à gestão dos pedidos de asilo, mas tornar-se-ia somente "uma plataforma técnica comum": conforme os esclarecimentos do Parlamento Europeu "não é possível utilizar o VIS, para aceder ao Eurodac ou ao SIS II, ou vice-versa".

## Dados pessoais e questões de liberdade individual
De acordo com a informação do Parlamento Europeu de 2005, a Autoridade Europeia para a Proteção de Dados deu um parecer positivo sobre a criação do VIS. Considera que a proposta está em conformidade com a legislação em matéria de tratamento de dados pessoais, pese embora esteja sujeita a certas limitações quanto ao direito de acesso das autoridades responsáveis pela aplicação da lei. A Autoridade Europeia para a Proteção de Dados também é favorável à introdução dos dados biométricos, desde que sejam acompanhados das garantias estritas.